# Holostichidae
Famille
Les Holostichidae sont une famille de Ciliés de la classe des Hypotrichea et de l’ordre des Urostylida.

## Étymologie
Le nom de la famille vient du genre type Holosticha, de hol-, « entier, complet », et -stich, « rang, file », en référence aux « rangées ventrales de cils » que ces ciliés possèdent. 

## Description
Le genre type Holosticha est un cilié ayant des crêtes transversales et une à trois rangées ventrales de cils. Il est très riche en espèces et, en 1932, le biologiste allemand Alfred Kahl (1877-1946), le divise en plusieurs sous-genres.

## Liste des genres
Selon GBIF (27 mars 2023) :
- Afrothrix Foissner, 1999
- Amphisia
- Amphista
- Anteholosticha Berger, 2003
- Balladina Roux, 1899
- Balladinella Stiller, 1974
- Birojima Berger & Foissner, 1989
- Caudiholosticha Berger, 2003
- Diaxonella Jankowski, 1979
- Diaxonella Yankovskij, 1979
- Holosticha Wrześniowski, 1877 genre type
  - Espèce type : Holosticha kessleri Wrześniowski, 1877
- Holostichides Foissner, 1987
- Klonostricha Jankowski, 1979
- Neourostylopsis Chen, Shao, Liu, Huang & Al-Rasheid, 2013
- Periholosticha Hemberger, 1985
- Psammomitra Borror, 1972
- Pseudoamphisiella Song, 1996
- Trichoda Müller, 1773
- Vroleptus Ehrenberg, 1832

## Systématique
Le nom valide de ce taxon est Holostichidae Fauré-Fremiet, 1961.